# Morton Smith
Morton Smith (Filadelfia, 28 maggio 1915 – New York, 11 luglio 1991) è stato uno storico statunitense.
Professore di storia antica e studioso dell'Antico e del Nuovo Testamento, è noto principalmente per la scoperta della Lettera di Mar Saba, rinvenuta nell'omonimo convento, attribuita a Clemente Alessandrino e contenente brani del presunto Vangelo segreto di Marco.

## Biografia
Ricevette la laurea all'Harvard College e alla Harvard Divinity School, il Ph.D. (dottorato di ricerca) dall'Università ebraica di Gerusalemme e il Ph.D. in teologia dalla Harvard Divinity School. Insegnò alla Brown University e alla Drew University per poi diventare insegnante alla Columbia University nel 1957. Nel 1985 divenne professore emerito e continuò come lettore fino al 1990. Morì di infarto l'11 luglio 1991 a New York.

## La lettera di Clemente Alessandrino
La Lettera di Mar Saba fu trovata in un antico libro nella biblioteca del convento nel 1958, fu fotografata da Morton Smith e rimessa nel libro, quindi la notizia della scoperta fu data nel 1960 ma fino al 1973, per svariati motivi, non ebbe la risonanza che avrebbe meritato nel mondo accademico. Fin dall'inizio la scoperta destò scetticismo in numerosi studiosi, che si divisero fra coloro che la credevano autentica e quelli che la ritenevano un falso.
Il libro fu trasferito nella Biblioteca Patriarcale Greco-Ortodossa di Gerusalemme e da quel momento non si ebbero più notizie della lettera, che non fu più ritrovata.

## Opere
- Tannaitic Parallels to the Gospels (1951)
- The Ancient Greeks (1960)
- Heroes and Gods: Spiritual Biographies in Antiquity (con Moses Hadas, 1965)
- Palestinian Parties and Politics That Shaped the Old Testament (1971)
- Clement of Alexandria and a Secret Gospel of Mark (1973)
- The Secret Gospel (1973)
- The Ancient History of Western Civilization (con Elias Bickerman, 1976)
- Jesus the Magician: Charlatan or Son of God? (1978)
- Hope and History (1980)
- Studies in the Cult of Yahweh. Vol. 1. Historical Method, Ancient Israel, Ancient Judaism. Vol. 2. New Testament, Early Christianity, and Magic (con Shaye J. D. Cohen, 1996)
- What the Bible Really Says (con Joseph Hoffmann, 1992).